# Torneo Europeo de Clasificación para el Campeonato Mundial de Voleibol Femenino Sub-20 de 2015
El Torneo Europeo de Clasificación para el Campeonato Mundial de Voleibol Femenino Sub-20 de 2015 fue un certamen deportivo de voleibol categoría sub-20 organizado por la Confederación Europea de Voleibol (CEV) que se llevó a cabo del 8 al 11 de enero de 2015 en su primera ronda y del 14 al 17 de mayo en su segunda ronda. La competición otorgó dos cupos para el Campeonato Mundial de Voleibol Femenino Sub-20 de 2015 a realizarse en Chipre que fueron ganados por Rusia y Serbia.

## Formato de competición
El torneo se desarrolla dividido en dos rondas.
En la primera ronda intervienen 20 selecciones que fueron divididas en 5 grupos de 4 equipos cada uno, cada equipo jugará una vez contra cada rival de su serie y clasificarán a la segunda ronda los 5 ganadores de grupo así como el segundo lugar con mejor registro.
En la segunda ronda participan 8 selecciones, 6 procedentes de la ronda anterior y las selecciones de Serbia y Eslovenia que inician su participación en esta instancia como campeón y subcampeón del Campeonato Europeo de Voleibol Femenino Sub-19 de 2014. Los 8 equipos se dividen en dos grupos de 4 cada uno, cada equipo jugará una vez contra cada rival de su serie y clasificarán al campeonato mundial los dos ganadores de grupo.
Los criterios para determinar las posiciones en cada grupo son los siguientes:
- Partidos ganados.
- Puntos obtenidos.
  - Puntos otorgados por partido con marcador final 3-0 o 3-1: 3 puntos para el ganador, 0 puntos para el perdedor.
  - Puntos otorgados por partido con marcador final 3-2: 2 puntos para el ganador, 1 punto para el perdedor.
- Proporción entre los sets ganados y los sets perdidos (Sets ratio).
- Proporción entre los puntos ganados y los puntos perdidos (Puntos ratio).
- Resultado del partido entre los equipos en cuestión.

## Grupos
Los grupos de la primera ronda fueron confirmados por la CEV el 7 de octubre de 2014.
| Grupo A                          | Grupo B                        | Grupo C                       | Grupo D                              | Grupo E                                    |
| -------------------------------- | ------------------------------ | ----------------------------- | ------------------------------------ | ------------------------------------------ |
| Italia Francia Finlandia Noruega | Turquía Grecia Croacia Estonia | Rusia Alemania Rumanía Israel | Bélgica Polonia Países Bajos Letonia | República Checa Bulgaria Austria Dinamarca |

Los grupos de la segunda ronda fueron confirmados por la CEV el 13 de febrero de 2014.
| Grupo G                                | Grupo H                        |
| -------------------------------------- | ------------------------------ |
| Serbia Turquía República Checa Francia | Italia Rusia Polonia Eslovenia |

## Primera ronda

### Grupo A
- Sede: Centro Pavesi, Milán, Italia.
- Las horas indicadas corresponden al huso horario local de Italia (Hora Central Europea – CET): UTC+1

     – Clasificados a la Segunda ronda.
|     |           |     | Partidos | Partidos | Partidos | Sets | Sets | Sets  | Puntos | Puntos | Puntos |
| Pos | Equipo    | Pts | PJ       | PG       | PP       | SG   | SP   | Ratio | PG     | PP     | Ratio  |
| --- | --------- | --- | -------- | -------- | -------- | ---- | ---- | ----- | ------ | ------ | ------ |
| 1   | Italia    | 8   | 3        | 3        | 0        | 9    | 2    | 4.500 | 251    | 172    | 1.459  |
| 2   | Francia   | 7   | 3        | 2        | 1        | 8    | 3    | 2.667 | 250    | 204    | 1.225  |
| 3   | Finlandia | 3   | 3        | 1        | 2        | 3    | 6    | 0.500 | 193    | 196    | 0.985  |
| 4   | Noruega   | 0   | 3        | 0        | 3        | 0    | 9    | 0.000 | 103    | 225    | 0.458  |

| Fecha       | Hora  | Partido   | Partido   | Partido   | Sets  | Sets  | Sets  | Sets  | Sets  | Puntuación total | Reporte |
| Fecha       | Hora  |           | Resultado |           | 1     | 2     | 3     | 4     | 5     | Puntuación total | Reporte |
| ----------- | ----- | --------- | --------- | --------- | ----- | ----- | ----- | ----- | ----- | ---------------- | ------- |
| 9 de enero  | 16:30 | Noruega   | 0 – 3     | Francia   | 12-25 | 08-25 | 16-25 |       |       | 36 – 75          | Reporte |
| 9 de enero  | 19:30 | Italia    | 3 – 0     | Finlandia | 25-13 | 25-18 | 25-20 |       |       | 75 – 51          | Reporte |
| 10 de enero | 16:00 | Francia   | 3 – 0     | Finlandia | 25-16 | 32-30 | 25-21 |       |       | 82 – 67          | Reporte |
| 10 de enero | 18:30 | Noruega   | 0 – 3     | Italia    | 12-25 | 06-25 | 10-25 |       |       | 28 – 75          | Reporte |
| 11 de enero | 16:00 | Finlandia | 3 – 0     | Noruega   | 25-9  | 25-18 | 25-12 |       |       | 75 – 39          | Reporte |
| 11 de enero | 18:30 | Francia   | 2 – 3     | Italia    | 25-22 | 25-14 | 17-25 | 14-25 | 12-15 | 93 – 101         | Reporte |

### Grupo B
- Sede: Audentes Sports Hall, Tallin, Estonia.
- Las horas indicadas corresponden al huso horario local de Estonia (Hora de Europa Oriental – EET): UTC+2

     – Clasificado a la Segunda ronda.
|     |         |     | Partidos | Partidos | Partidos | Sets | Sets | Sets  | Puntos | Puntos | Puntos |
| Pos | Equipo  | Pts | PJ       | PG       | PP       | SG   | SP   | Ratio | PG     | PP     | Ratio  |
| --- | ------- | --- | -------- | -------- | -------- | ---- | ---- | ----- | ------ | ------ | ------ |
| 1   | Turquía | 7   | 3        | 2        | 1        | 8    | 4    | 2.000 | 279    | 241    | 1.158  |
| 2   | Grecia  | 6   | 3        | 2        | 1        | 8    | 6    | 1.333 | 317    | 309    | 1.030  |
| 3   | Croacia | 5   | 3        | 2        | 1        | 7    | 5    | 1.400 | 268    | 257    | 1.043  |
| 4   | Estonia | 0   | 3        | 0        | 3        | 1    | 9    | 0.111 | 194    | 251    | 0.773  |

| Fecha       | Hora  | Partido | Partido   | Partido | Sets  | Sets  | Sets  | Sets  | Sets  | Puntuación total | Reporte |
| Fecha       | Hora  |         | Resultado |         | 1     | 2     | 3     | 4     | 5     | Puntuación total | Reporte |
| ----------- | ----- | ------- | --------- | ------- | ----- | ----- | ----- | ----- | ----- | ---------------- | ------- |
| 9 de enero  | 15:30 | Grecia  | 2 – 3     | Croacia | 27-25 | 26-24 | 21-25 | 17-25 | 12-15 | 113 – 114        | Reporte |
| 9 de enero  | 18:00 | Estonia | 0 – 3     | Turquía | 18-25 | 17-25 | 14-25 |       |       | 49 – 75          | Reporte |
| 10 de enero | 15:30 | Croacia | 1 – 3     | Turquía | 20-25 | 25-22 | 17-25 | 16-25 |       | 78 – 97          | Reporte |
| 10 de enero | 18:00 | Grecia  | 3 – 1     | Estonia | 21-25 | 25-15 | 29-27 | 25-21 |       | 100 – 88         | Reporte |
| 11 de enero | 15:30 | Turquía | 2 – 3     | Grecia  | 23-25 | 26-24 | 18-25 | 26-24 | 14-16 | 107 – 114        | Reporte |
| 11 de enero | 18:00 | Croacia | 3 – 0     | Estonia | 25-19 | 25-14 | 26-24 |       |       | 76 – 57          | Reporte |

### Grupo C
- Sede: Sala Polivalentă, Bucarest, Rumania.
- Las horas indicadas corresponden al huso horario local de Rumania (Hora de Europa Oriental – EET): UTC+2

     – Clasificado a la Segunda ronda.
|     |          |     | Partidos | Partidos | Partidos | Sets | Sets | Sets  | Puntos | Puntos | Puntos |
| Pos | Equipo   | Pts | PJ       | PG       | PP       | SG   | SP   | Ratio | PG     | PP     | Ratio  |
| --- | -------- | --- | -------- | -------- | -------- | ---- | ---- | ----- | ------ | ------ | ------ |
| 1   | Rusia    | 9   | 3        | 3        | 0        | 9    | 1    | 9.000 | 249    | 154    | 1.617  |
| 2   | Alemania | 6   | 3        | 2        | 1        | 6    | 4    | 1.500 | 227    | 208    | 1.091  |
| 3   | Israel   | 3   | 3        | 1        | 2        | 4    | 6    | 0.667 | 187    | 238    | 0.786  |
| 4   | Rumanía  | 0   | 3        | 0        | 3        | 1    | 9    | 0.111 | 189    | 252    | 0.750  |

| Fecha       | Hora  | Partido  | Partido   | Partido  | Sets  | Sets  | Sets  | Sets  | Sets | Puntuación total | Reporte |
| Fecha       | Hora  |          | Resultado |          | 1     | 2     | 3     | 4     | 5    | Puntuación total | Reporte |
| ----------- | ----- | -------- | --------- | -------- | ----- | ----- | ----- | ----- | ---- | ---------------- | ------- |
| 9 de enero  | 16:00 | Israel   | 1 – 3     | Alemania | 14-25 | 19-25 | 25-23 | 19-25 |      | 77 – 98          | Reporte |
| 9 de enero  | 18:30 | Rumania  | 1 – 3     | Rusia    | 26-24 | 12-25 | 09-25 | 21-25 |      | 68 – 99          | Reporte |
| 10 de enero | 16:00 | Alemania | 0 – 3     | Rusia    | 13-25 | 20-25 | 18-25 |       |      | 51 – 75          | Reporte |
| 10 de enero | 18:30 | Israel   | 3 – 0     | Rumanía  | 25-23 | 25-22 | 25-20 |       |      | 75 – 65          | Reporte |
| 11 de enero | 16:00 | Rusia    | 3 – 0     | Israel   | 25-11 | 25-12 | 25-12 |       |      | 75 – 35          | Reporte |
| 11 de enero | 18:30 | Alemania | 3 – 0     | Rumanía  | 25-15 | 28-26 | 25-15 |       |      | 78 – 56          | Reporte |

### Grupo D
- Sede: Centralny Osrodek Sportu, Szczyrk, Polonia.
- Las horas indicadas corresponden al huso horario local de Polonia (Hora Central Europea – CET): UTC+1

     – Clasificado a la Segunda ronda.
|     |              |     | Partidos | Partidos | Partidos | Sets | Sets | Sets  | Puntos | Puntos | Puntos |
| Pos | Equipo       | Pts | PJ       | PG       | PP       | SG   | SP   | Ratio | PG     | PP     | Ratio  |
| --- | ------------ | --- | -------- | -------- | -------- | ---- | ---- | ----- | ------ | ------ | ------ |
| 1   | Polonia      | 9   | 3        | 3        | 0        | 9    | 0    | MAX   | 226    | 155    | 1.459  |
| 2   | Bélgica      | 6   | 3        | 2        | 1        | 6    | 3    | 2.000 | 207    | 177    | 1.170  |
| 3   | Letonia      | 3   | 3        | 1        | 2        | 3    | 6    | 0.500 | 177    | 218    | 0.812  |
| 4   | Países Bajos | 0   | 3        | 0        | 3        | 0    | 9    | 0.000 | 171    | 231    | 0.740  |

| Fecha       | Hora  | Partido      | Partido   | Partido      | Sets  | Sets  | Sets  | Sets | Sets | Puntuación total | Reporte |
| Fecha       | Hora  |              | Resultado |              | 1     | 2     | 3     | 4    | 5    | Puntuación total | Reporte |
| ----------- | ----- | ------------ | --------- | ------------ | ----- | ----- | ----- | ---- | ---- | ---------------- | ------- |
| 9 de enero  | 16:00 | Bélgica      | 3 – 0     | Letonia      | 25-14 | 25-20 | 25-19 |      |      | 75 – 53          | Reporte |
| 9 de enero  | 18:30 | Países Bajos | 0 – 3     | Polonia      | 23-25 | 14-25 | 18-25 |      |      | 55 – 75          | Reporte |
| 10 de enero | 16:00 | Letonia      | 0 – 3     | Polonia      | 12-25 | 20-25 | 11-25 |      |      | 43 – 75          | Reporte |
| 10 de enero | 18:30 | Bélgica      | 3 – 0     | Países Bajos | 25-19 | 25-15 | 25-14 |      |      | 75 – 48          | Reporte |
| 11 de enero | 15:00 | Polonia      | 3 – 0     | Bélgica      | 26-24 | 25-19 | 25-14 |      |      | 76 – 57          | Reporte |
| 11 de enero | 17:30 | Letonia      | 3 – 0     | Países Bajos | 25-16 | 26-24 | 30-28 |      |      | 81 – 68          | Reporte |

### Grupo E
- Sede: Sportovní hala SSK, Tišnov, República Checa.
- Las horas indicadas corresponden al huso horario local de República Checa (Hora Central Europea – CET): UTC+1

     – Clasificado a la Segunda ronda.
|     |                 |     | Partidos | Partidos | Partidos | Sets | Sets | Sets  | Puntos | Puntos | Puntos |
| Pos | Equipo          | Pts | PJ       | PG       | PP       | SG   | SP   | Ratio | PG     | PP     | Ratio  |
| --- | --------------- | --- | -------- | -------- | -------- | ---- | ---- | ----- | ------ | ------ | ------ |
| 1   | República Checa | 9   | 3        | 3        | 0        | 9    | 0    | MAX   | 229    | 168    | 1.363  |
| 2   | Bulgaria        | 5   | 3        | 2        | 1        | 6    | 5    | 1.200 | 248    | 250    | 0.992  |
| 3   | Austria         | 4   | 3        | 1        | 2        | 5    | 7    | 0.714 | 259    | 263    | 0.984  |
| 4   | Dinamarca       | 0   | 3        | 0        | 3        | 1    | 9    | 0.111 | 198    | 253    | 0.782  |

| Fecha       | Hora  | Partido         | Partido   | Partido         | Sets  | Sets  | Sets  | Sets  | Sets | Puntuación total | Reporte |
| Fecha       | Hora  |                 | Resultado |                 | 1     | 2     | 3     | 4     | 5    | Puntuación total | Reporte |
| ----------- | ----- | --------------- | --------- | --------------- | ----- | ----- | ----- | ----- | ---- | ---------------- | ------- |
| 8 de enero  | 15:00 | Austria         | 2 – 3     | Bulgaria        | 25-15 | 27-25 | 23-25 | 27-29 | 8-15 | 110 – 109        | Reporte |
| 8 de enero  | 18:00 | República Checa | 3 – 0     | Dinamarca       | 25-17 | 29-27 | 25-10 |       |      | 79 – 54          | Reporte |
| 9 de enero  | 15:00 | Bulgaria        | 3 – 0     | Dinamarca       | 25-20 | 25-20 | 27-25 |       |      | 77 – 65          | Reporte |
| 9 de enero  | 18:00 | Austria         | 0 – 3     | República Checa | 22-25 | 19-25 | 11-25 |       |      | 52 – 75          | Reporte |
| 10 de enero | 15:00 | Dinamarca       | 1 – 3     | Austria         | 11-25 | 20-25 | 25-22 | 23-25 |      | 79 – 97          | Reporte |
| 10 de enero | 18:00 | Bulgaria        | 0 – 3     | República Checa | 19-25 | 20-25 | 23-25 |       |      | 62 – 75          | Reporte |

## Segunda ronda
Las selecciones de Serbia y Eslovenia clasificaron a esta ronda como campeón y subcampeón del Campeonato Europeo de Voleibol Femenino Sub-19 de 2014 respectivamente, a ellos se unieron los 6 clasificados de la ronda anterior. El 13 de febrero la CEV anunció la conformación de los dos grupos de esta ronda.

### Grupo F
- Sede: Sportsko Poslovni Centar, Ruma, Serbia
- Las horas indicadas corresponden al huso horario local de Serbia (Hora Central Europea de verano – CEST): UTC+2

     – Clasificado al Campeonato Mundial de Voleibol Femenino Sub-20 de 2015
|     |                 |     | Partidos | Partidos | Partidos | Sets | Sets | Sets  | Puntos | Puntos | Puntos |
| Pos | Equipo          | Pts | PJ       | PG       | PP       | SG   | SP   | Ratio | PG     | PP     | Ratio  |
| --- | --------------- | --- | -------- | -------- | -------- | ---- | ---- | ----- | ------ | ------ | ------ |
| 1   | Serbia          | 7   | 3        | 2        | 1        | 8    | 3    | 2.667 | 244    | 219    | 1.114  |
| 2   | Turquía         | 6   | 3        | 2        | 1        | 6    | 4    | 1.500 | 226    | 206    | 1.097  |
| 3   | Francia         | 5   | 3        | 2        | 1        | 6    | 5    | 1.200 | 241    | 214    | 1.126  |
| 4   | República Checa | 0   | 3        | 0        | 3        | 1    | 9    | 0.111 | 176    | 248    | 0.710  |

| Fecha      | Hora  | Partido         | Partido   | Partido         | Sets  | Sets  | Sets  | Sets  | Sets | Puntuación total | Reporte |
| Fecha      | Hora  |                 | Resultado |                 | 1     | 2     | 3     | 4     | 5    | Puntuación total | Reporte |
| ---------- | ----- | --------------- | --------- | --------------- | ----- | ----- | ----- | ----- | ---- | ---------------- | ------- |
| 15 de mayo | 16:00 | República Checa | 1 – 3     | Turquía         | 18-25 | 25-23 | 19-25 | 12-25 | -    | 74 – 98          | Reporte |
| 15 de mayo | 18:30 | Serbia          | 2 – 3     | Francia         | 17-25 | 25-23 | 25-21 | 19-25 | 8-15 | 94 – 109         | Reporte |
| 16 de mayo | 16:00 | Turquía         | 3 – 0     | Francia         | 25-19 | 25-23 | 25-15 | -     | -    | 75 – 57          | Reporte |
| 16 de mayo | 18:30 | República Checa | 0 – 3     | Serbia          | 22-25 | 16-25 | 19-25 | -     | -    | 57 – 75          | Reporte |
| 17 de mayo | 16:00 | Francia         | 3 – 0     | República Checa | 25-18 | 25-14 | 25-13 | -     | -    | 75 – 45          | Reporte |
| 17 de mayo | 18:30 | Turquía         | 0 – 3     | Serbia          | 10-25 | 20-25 | 23-25 | -     | -    | 53 – 75          | Reporte |

### Grupo G
- Sede: Sport Hall Voleygrad, Anapa, Rusia
- Las horas indicadas corresponden al huso horario local de Anapa (Hora de Moscú – MSK): UTC+3

     – Clasificado al Campeonato Mundial de Voleibol Femenino Sub-20 de 2015
|     |           |     | Partidos | Partidos | Partidos | Sets | Sets | Sets  | Puntos | Puntos | Puntos |
| Pos | Equipo    | Pts | PJ       | PG       | PP       | SG   | SP   | Ratio | PG     | PP     | Ratio  |
| --- | --------- | --- | -------- | -------- | -------- | ---- | ---- | ----- | ------ | ------ | ------ |
| 1   | Rusia     | 8   | 3        | 3        | 0        | 9    | 3    | 3.000 | 280    | 225    | 1.244  |
| 2   | Italia    | 6   | 3        | 2        | 1        | 8    | 5    | 1.600 | 292    | 285    | 1.025  |
| 3   | Eslovenia | 2   | 3        | 1        | 2        | 4    | 8    | 0.500 | 241    | 275    | 0.876  |
| 4   | Polonia   | 1   | 3        | 0        | 3        | 4    | 9    | 0.444 | 277    | 305    | 0.908  |

| Fecha      | Hora  | Partido   | Partido   | Partido   | Sets  | Sets  | Sets  | Sets  | Sets  | Puntuación total | Reporte |
| Fecha      | Hora  |           | Resultado |           | 1     | 2     | 3     | 4     | 5     | Puntuación total | Reporte |
| ---------- | ----- | --------- | --------- | --------- | ----- | ----- | ----- | ----- | ----- | ---------------- | ------- |
| 14 de mayo | 16:00 | Polonia   | 1 – 3     | Italia    | 25-27 | 21-25 | 26-24 | 13-25 | -     | 85 – 101         | Reporte |
| 14 de mayo | 18:30 | Rusia     | 3 – 0     | Eslovenia | 25-16 | 25-11 | 25-15 | -     | -     | 75 – 42          | Reporte |
| 15 de mayo | 16:00 | Italia    | 3 – 1     | Eslovenia | 17-25 | 26-24 | 25-22 | 25-19 | -     | 93 – 90          | Reporte |
| 15 de mayo | 18:30 | Polonia   | 1 – 3     | Rusia     | 25-19 | 21-25 | 24-26 | 15-25 | -     | 85 – 95          | Reporte |
| 16 de mayo | 16:00 | Eslovenia | 3 – 2     | Polonia   | 25-27 | 19-25 | 25-21 | 25-22 | 15-12 | 109 – 107        | Reporte |
| 16 de mayo | 18:30 | Italia    | 2 – 3     | Rusia     | 14-25 | 25-21 | 26-24 | 23-25 | 10-15 | 98 – 110         | Reporte |